# 韓宥恩
韓宥恩（韓語：한유은，1999年6月15日—），另譯作韓裕恩。本名金圭彬，2024年轉入經紀公司J,Wide時，將名字改為韓宥恩，韓國女演員。

## 演出作品

### 電視劇
- 2023年：U+Mobiletv《天黑了》飾演 李珠英[2]
- 2024年：Disney+《支配物種》飾演 廣告模特
- 2024年：SBS《熱血司祭2》飾演 咖啡廳員工[3]
- 2025年：Netflix《惡緣》飾演 直播主
- 2025年：SBS《四季之春》飾演 趙智娜[4][5]
- 2025年：Disney+《血謎拼圖》飾演 都潤秀的秘書

### 電影
- 2025年：《逝去公主的孔雀舞》飾演

## 外部連結
- 韓宥恩的Instagram帳戶
- 韓宥恩在NAVER上的资料
- 韓宥恩在Daum上的资料